# Tournoi de clôture du championnat de Bolivie de football 2019
Navigation
Tournoi précédent Tournoi suivant
Le tournoi Clausura de la saison 2019 du Championnat de Bolivie de football est le deuxième tournoi semestriel de la quarante-cinquième édition du championnat de première division en Bolivie. Les 14 équipes se rencontrent deux fois en match aller et match retour. Le  dernier du classement cumulé est relégué directement en deuxième division, l'avant dernier joue les barrages contre une équipe de deuxième division pour tenter de se maintenir.

## Qualifications continentales
Le vainqueur du tournoi Clausura est qualifié pour la Copa Libertadores 2020.

## Les clubs participants
- Nacional Potosi
- Club Deportivo Guabirá
- Oriente Petrolero
- Club Bolívar
- Club Blooming
- Club Always Ready - Promu de D2
- Club Deportivo San José
- Real Potosí
- The Strongest La Paz
- CD Jorge Wilstermann
- Sport Boys Warnes
- Club Aurora
- Royal Pari FC
- Destroyers Santa Cruz

## Compétition
Le barème utilisé pour établir le classement est le suivant :
- Victoire : 3 points
- Match nul : 1 point
- Défaite : 0 point

### Classement
| Rang | Équipe                  | Pts  | J  | G  | N | P  | Bp | Bc | Diff |
| ---- | ----------------------- | ---- | -- | -- | - | -- | -- | -- | ---- |
| 1    | CD Jorge Wilstermann    | 60   | 26 | 18 | 6 | 2  | 57 | 21 | +36  |
| 2    | The Strongest           | 57   | 26 | 17 | 6 | 3  | 72 | 27 | +45  |
| 3    | Club BolívarT           | 56   | 26 | 17 | 5 | 4  | 74 | 34 | +40  |
| 4    | Club Deportivo San José | 44-6 | 26 | 15 | 5 | 6  | 62 | 30 | +32  |
| 5    | Club Always ReadyP      | 44   | 26 | 13 | 5 | 8  | 54 | 40 | +14  |
| 6    | Oriente Petrolero       | 37   | 26 | 11 | 4 | 11 | 39 | 43 | -4   |
| 7    | Nacional Potosí         | 34   | 26 | 9  | 7 | 10 | 46 | 45 | +1   |
| 8    | Club Blooming           | 33   | 26 | 10 | 3 | 13 | 34 | 55 | -21  |
| 9    | Royal Pari FC           | 28   | 26 | 7  | 7 | 12 | 28 | 40 | -12  |
| 10   | Club Aurora             | 24   | 26 | 5  | 9 | 12 | 24 | 47 | -23  |
| 11   | Real Potosí             | 21   | 25 | 6  | 3 | 16 | 35 | 57 | -22  |
| 12   | Club Deportivo Guabirá  | 20   | 26 | 4  | 8 | 14 | 22 | 53 | -31  |
| 13   | Destroyers Santa Cruz   | 17   | 26 | 4  | 5 | 17 | 22 | 66 | -44  |
| 14   | Sport Boys Warnes       | 16-6 | 25 | 5  | 7 | 13 | 30 | 42 | -12  |

|  | Qualification pour la Copa Libertadores 2020 |
|  | T : Tenant du titre P : Promu de D2          |

### Classement cumulé
Le classement prend en compte les points du tournoi d'ouverture et du tournoi de clôture pour attribuer les places non encore distribuées pour les compétitions continentales.
| Rang | Équipe                  | Pts | J  | G  | N  | P  | Bp  | Bc  | Diff |
| ---- | ----------------------- | --- | -- | -- | -- | -- | --- | --- | ---- |
| 1    | Club Bolívar            | 113 | 52 | 34 | 11 | 7  | 140 | 69  | +71  |
| 2    | The Strongest           | 109 | 52 | 33 | 10 | 9  | 127 | 57  | +70  |
| 3    | CD Jorge Wilstermann    | 100 | 52 | 30 | 10 | 12 | 102 | 59  | +43  |
| 4    | Club Deportivo San José | 84  | 52 | 27 | 12 | 13 | 117 | 74  | +43  |
| 5    | Nacional Potosí         | 84  | 52 | 24 | 12 | 15 | 89  | 64  | +25  |
| 6    | Club Blooming           | 80  | 52 | 25 | 5  | 22 | 89  | 100 | -11  |
| 7    | Club Always ReadyP      | 74  | 52 | 21 | 11 | 20 | 104 | 83  | +21  |
| 8    | Oriente Petrolero       | 74  | 52 | 21 | 8  | 23 | 80  | 86  | -6   |
| 9    | Royal Pari FC           | 53  | 52 | 13 | 14 | 25 | 67  | 95  | -28  |
| 10   | Club Deportivo Guabirá  | 51  | 52 | 12 | 15 | 25 | 53  | 102 | -49  |
| 11   | Real Potosí             | 48  | 51 | 13 | 9  | 29 | 76  | 116 | -40  |
| 12   | Club Aurora             | 47  | 52 | 11 | 14 | 27 | 56  | 99  | -43  |
| 13   | Sport Boys Warnes       | 39  | 51 | 10 | 15 | 26 | 62  | 93  | -31  |
| 14   | Destroyers Santa Cruz   | 39  | 52 | 9  | 12 | 31 | 45  | 109 | -64  |

|  | Qualification pour la Copa Libertadores 2020 |
|  | Qualification pour la Copa Sudamericana 2020 |
|  | T : Tenant du titre P : Promu de D2          |

Le dernier de ce classement est relégué directement, l'avant dernier dispute les barrages pour tenter de se maintenir. Le 5 janvier 2020, la fédération décide de reléguer directement Sport Boys Warnes, le match de barrage contre Real Santa Cruz n'aura pas lieu, ce dernier est promu directement.

## Bilan de la saison
| Championnat de Bolivie de football 2019 |                                             |
| Champion                                | Club Deportivo Jorge Wilstermann (8e titre) |
| Qualifications continentales            |                                             |
| Copa Libertadores 2020                  | Club Bolívar                                |
| Copa Libertadores 2020                  | The Strongest                               |
| Copa Libertadores 2020                  | CD Jorge Wilstermann                        |
| Copa Libertadores 2020                  | Club Deportivo San José                     |
| Copa Sudamericana 2020                  | Nacional Potosí                             |
| Copa Sudamericana 2020                  | Club Blooming                               |
| Copa Sudamericana 2020                  | Club Always Ready                           |
| Copa Sudamericana 2020                  | Oriente Petrolero                           |
| Promotions et relégations               |                                             |
| Promus en Primera A                     | Club Atlético Palmaflor                     |
| Promus en Primera A                     | Real Santa Cruz                             |
| Relégués en Torneo Simon Bolívar        | Destroyers Santa Cruz                       |
| Relégués en Torneo Simon Bolívar        | Sport Boys Warnes                           |